# Frederik Ndoci

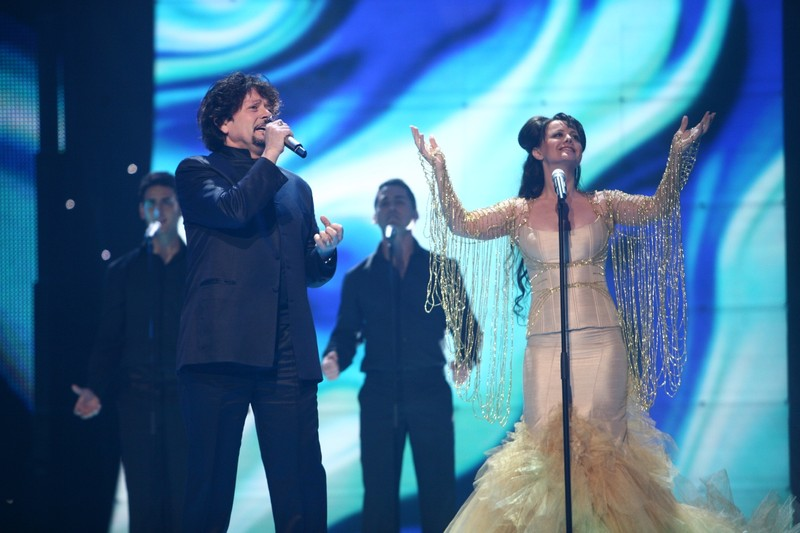
Festival Eurovisão da Canção 2007 Albânia: Frederik Ndoci e Aida Ndoci - Hear My Plea

Frederik Ndoci (Shkodër, 9 de fevereiro de 1960) é um cantor albanês. Frederik Ndoci foi o representante da Albânia no Festival Eurovisão da Canção 2007, não tendo conseguido passar à final, e ficando em 17º na semi-final.